# Enterogona
Los enterogonos (Enterogona) son un orden los tunicados en la clase Ascidiacea.  Son un grupo de animales marinos que viven fijos al sustrato (sésiles).
Este grupo incluye formas solitarias tales como Ciona, y coloniales como por ejemplo Clavelina. 

## Fuente
- Wikipedia en inglés